# Jonas Persson (fysiker)
Jonas Persson, född 1964, är en svensk lektor(førsteamanuensis) i fysik vid NTNU, Norge. Persson har arbetat mycket med att utveckla undervisningen i fysik, främst den laborativa delen. Persson har även arbetat med att utveckla distanskurser i fysik och astronomi.
Persson har skrivit en lärobok i vågrörelselära, akustik och optik, samt idéböcker om experiment och demonstrationer i optik, akustik och termodynamik. 2011 utkom en bok i fysikdidaktik där Persson var en av författarna, med en andra upplaga 2019.
Persson har dessutom arbetat med popularisering av astronomi och astronomins historia, speciellt den fornskandinaviska stjärnhimlen . Persson har i detta sammanhang bidragit med den fornskandinaviska och den samiska stjärnhimlen (sky culture) till Stellarium.